# Etelä-Suomen Sanomat
Etelä-Suomen Sanomat (Sydfinlands Nyheder, ofte omtalt som Etlari) er et finsk dagblad, der bliver udgivet i Lahti, Finland. Det er den ledende avis i dette storbyområde.

## Historie og profil
Etelä-Suomen Sanomat begyndte at udkomme i 1914. Avisen stammede fra de tidligere aviser Lahden Lehti (1900–1909) og Lahden Sanomat (1909–1914). Avisen har en liberal profil.
Heikki Hakala var chefredaktør fra 1996 og frem til 2014.

## Oplag
Oplaget af Etelä-Suomen Sanomat begyndte at vokse i 1940'erne. I 2004 havde den en læserskare på 145.000.
| År   | Oplag  |
| ---- | ------ |
| 2001 | 67.185 |
| 2004 | 62.155 |
| 2006 | 60.889 |
| 2007 | 61.003 |
| 2009 | 60.420 |
| 2011 | 56.616 |
| 2013 | 51.537 |

## Chefredaktør
- Oskar Marjanen 1914
- Kaarlo Kytömaa 1914–1915
- Jaakko Tervo 1915–1920
- Jalmari Niemi 1920–1927
- William Ilmoni 1927–1932
- Frans Keränen 1932–1962
- Tauno Lahtinen 1962–1983
- Olli Järvinen 1962–1973
- Eeva Rissanen 1972–1986
- Kauko Mäenpää 1984–1999
- Pentti Vuorio 1986–1995
- Heikki Hakala 1997–2014
- Perttu Kauppinen 2015–2018
- Markus Pirttijoki 2019–